# Eroberung von Jerusalem (587/586 v. Chr.)

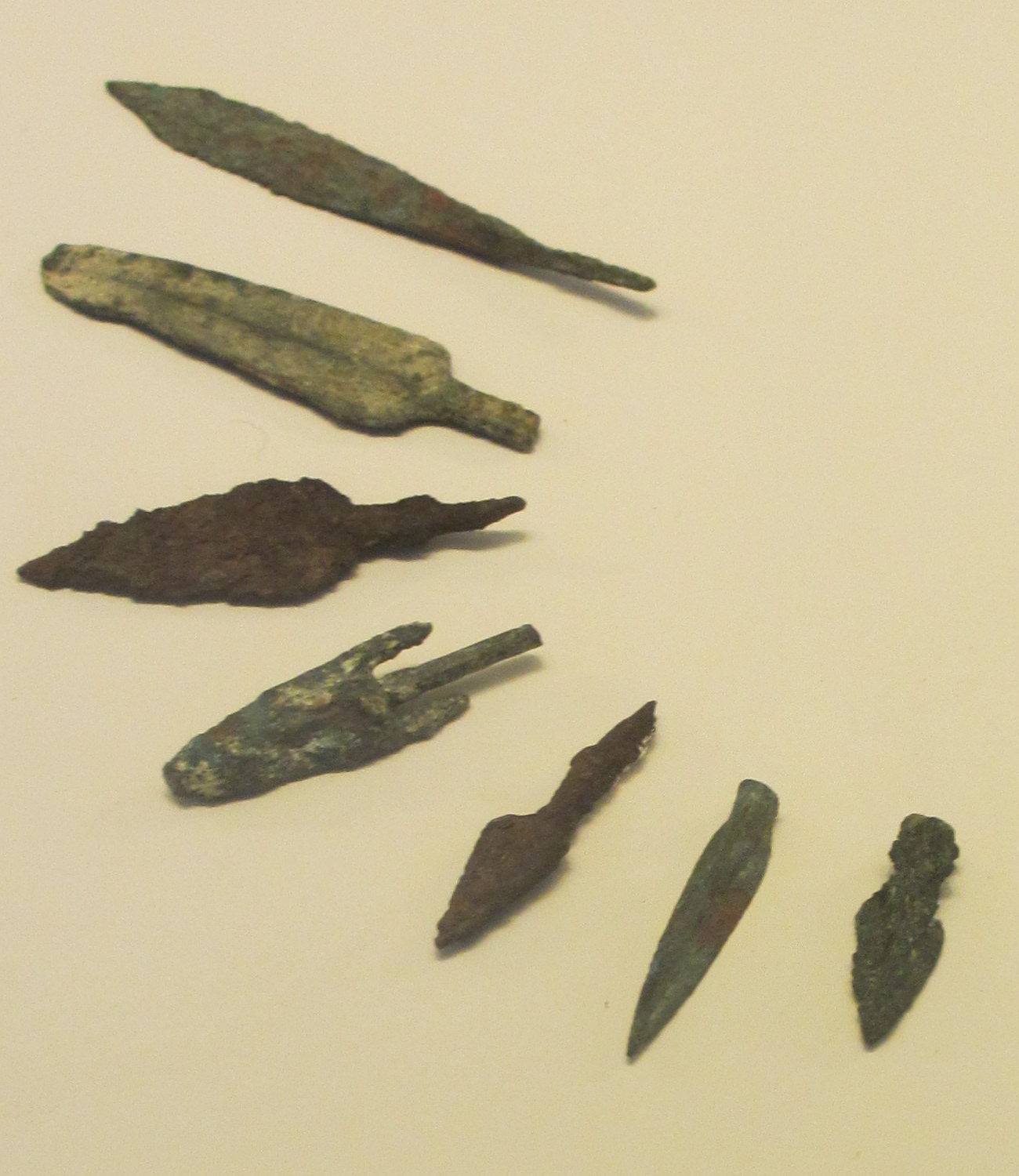
In Jerusalem gefundene eiserne und bronzene Pfeilspitzen, frühes 6. Jahrhundert v. Chr. (Israel Museum)

Die zweite Eroberung von Jerusalem durch das Heer des neubabylonischen Königs Nebukadnezar II. (Nabū-kudurrī-uṣur II., Regierungszeit 604–562 v. Chr.) entmachtete die Davids-Dynastie in Jerusalem und beendete die Existenz des Südreichs Juda, das zuletzt ein babylonischer Vasallenstaat gewesen war. Der Salomonische (Erste) Tempel wurde zerstört, die Jerusalemer Oberschicht teilweise deportiert. Als Jahr der Eroberung wird in der deutschsprachigen Literatur meist das Jahr 587 v. Chr. genannt (in diesem Artikel bezeichnet als Frühdatierung). In der englischsprachigen Forschung wird dagegen 586 v. Chr. (Spätdatierung) bevorzugt.
Die Quellenlage für diese  zweite babylonische Eroberung Jerusalems ist ungünstiger als für die erste 597 v. Chr., weil die babylonische Chronik im Jahr 594 abbricht.

## Vorgeschichte
In der Endphase des Reichs Juda war die Bevölkerung Jerusalems stark gewachsen, was sich auch in über 100 nachgewiesenen späteisenzeitlichen Grabanlagen vor den Stadtmauern Jerusalems ausdrückt. Im Norden schloss sich ein unbefestigtes Siedlungsgebiet direkt an die Stadtmauern an. Ein Kranz von Großdörfern umgab mit seinem landwirtschaftlich genutzten Gebiet die ganze Stadt. Mehrere vorgeschobene Festungen markierten die Grenzen dieses Jerusalemer Siedlungsgebiets.

### Zidkija als babylonischer Vasallenkönig

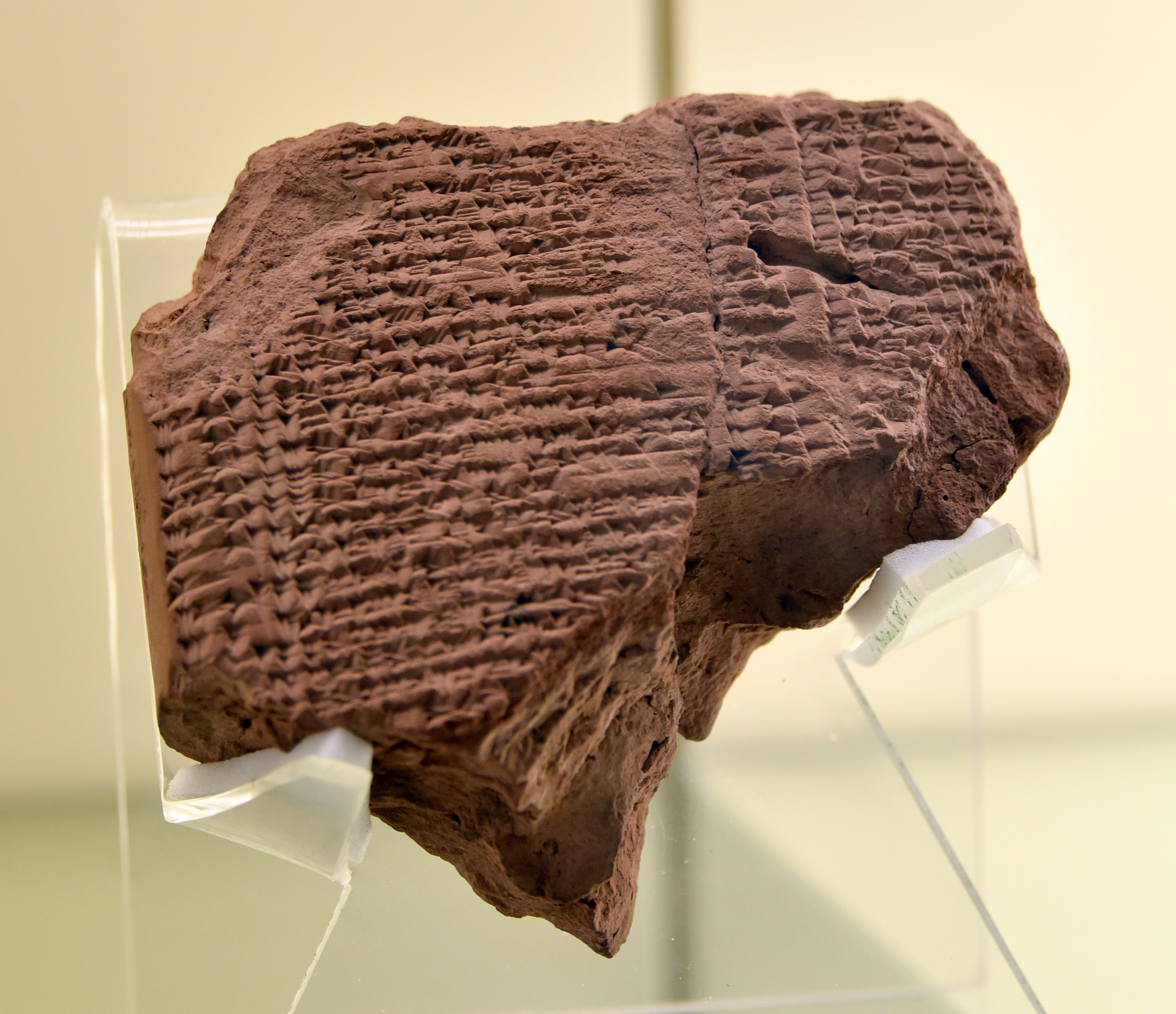
Liste von Lebensmittelrationen für Jojachin von Juda und sein Gefolge (Tontafelfragment, Fundort Babylon, Vorderasiatisches Museum Berlin)

Die babylonische Chronik hebt als zentrales Ereignis des Palästina-Feldzugs Nebukadnezars die Eroberung Jerusalems im Jahr 597 v. Chr. hervor. Während der Belagerung starb König Jojakim, der im Vertrauen auf ägyptische Hilfe seine Tributzahlungen an Babylon eingestellt hatte. Sein Sohn und Nachfolger Jojachin unterwarf sich den Babyloniern und rettete dadurch den Bestand seines kleinen Königtums. Die Babylonier plünderten zwar die Stadt und nahmen viele Gefangene, aber sie beließen die Davids-Dynastie an der Macht und verzichteten auf die Zerstörung Jerusalems. Nebukadnezar setzte Jojachin ab und installierte dessen Onkel Mattanja auf dem Jerusalemer Thron, welcher sich nun Zidkija nannte. Zidkija musste einen Vasalleneid leisten.
Aus babylonischer Sicht war diese Regelung geeignet, um das Reich Juda in einem stabilen Untertanenverhältnis zu halten: das Land war zwar wirtschaftlich sehr geschwächt, aber die Verwaltungsstrukturen noch intakt; König Zidkija wusste, wem er seine Königswürde verdankte; dass sein Neffe Jojachin im babylonischen Exil lebte, stellte ein zusätzliches Druckmittel dar. Für eine Gruppe von Exilierten, darunter auch der Prophet Ezechiel, war Jojachin weiter der einzig legitime König von Juda und Zidkija ein bloßer „Statthalter“ (Ez 17,11–15 ). Ein Teil der Bevölkerung Judas hoffte auf die Rückkehr Jojachins nach Jerusalem (Jer 28,1–4 ). Dies schwächte die Position Zidkijas, zumal er als „Konkursverwalter seines Bruders Jojachin“ (Herbert Donner) großen wirtschaftlichen Problemen gegenüberstand und Schwierigkeiten hatte, die mit Jojachin nach Babel deportierten Jerusalemer Spitzenbeamten durch geeignete Personen zu ersetzen.
Ab 596 lockerte sich die babylonische Kontrolle über die südliche Levante (in babylonischen Quellen bezeichnet als das Land Hattû). Zunächst war Nebukadnezar durch Feldzüge an der Ostgrenze seines Reichs gebunden, dann musste er eine Revolte in Babylon niederschlagen, an der hohe Militärangehörige beteiligt waren. Unterdessen regierte Psammetich II. über Ägypten und führte 593 in Nubien einen erfolgreichen Feldzug durch. In seinem vierten Regierungsjahr, 591, leitete er eine Expedition an der Küste Phöniziens. Die einzige Quelle hierzu ist der Papyrus Rylands IX. „Kulturgeschichtlich interessant ist, dass die Priester aller wichtigen Tempel mit Stabsträußen ihrer Götter den Feldzug begleiten sollten.“
Oded Lipschits vermutet, dass Psammetich daran interessiert war, die ägyptische Vorherrschaft in der Levante zu erneuern. Die Kleinkönige in der Region gingen antibabylonische Bündnisse ein, was im Hintergrund von Ägypten gefördert worden sei. Wolfgang Helck versteht Psammetichs Expedition geradezu als zweijährigen Feldzug, andererseits wird gefragt, ob diese Expedition überhaupt militärischen oder eher diplomatischen und kultischen Charakter hatte. Eine Reaktion der Neubabylonier darauf ist jedenfalls nicht bekannt.
Im Februar 589 trat Pharao Apries seine Herrschaft über Ägypten an, und etwa zeitgleich änderte sich die babylonische Politik in Bezug auf das Land Hattû. Zug um Zug wurden die semi-autonomen Vasallenkönigreiche der Region entmachtet und in Provinzen umgewandelt, so dass die direkte babylonische Kontrolle effektiv bis an die ägyptische Grenze heranreichte. Die wirtschaftlichen Folgen für die südliche Levante waren schwerwiegend. Anfang des 6. Jahrhunderts verschwindet die griechische Importkeramik fast vollständig aus dem archäologischen Befund, um erst zum Ende des Jahrhunderts (also in der Perserzeit) wieder zurückzukehren: ein Indiz dafür, dass die Region unter babylonischer Herrschaft keine Überschüsse für den Export mehr erwirtschaftete und vom Fernhandel abgeschnitten war.

### Zidkijas Abfall von Babylon
Dass Zidkija sich entschloss, seine Vasallenpflichten nicht mehr zu erfüllen, war in Anbetracht seiner politisch-militärischen Schwäche extrem unklug. Am Hof gab es offenbar eine anti-babylonische Partei, die ihn dazu drängte; ob Ägypten zu diesem Zeitpunkt bereits im Hintergrund aktiv war und Unterstützung versprach oder erst später, als der Aufstand schon im Gange war, zu helfen versuchte, ist unbekannt. Es gibt Indizien dafür, dass Zidkija mit dem Stadtstaat Tyros und dem Ammoniterreich ein antibabylonisches Bündnis einging (vgl. Jer 37,3 ), aber militärisch waren diese Partner ohne großes Gewicht. Lipschits urteilt, dass es – abgesehen von der erwarteten ägyptischen Unterstützung – „ideologisch-theologische Faktoren“ gewesen seien, die die Jerusalemer Oberschicht veranlassten, den Aufstand gegen Babylonien zu wagen: Sie waren überzeugt, ihr Gott JHWH werde seine Stadt verteidigen. Jerusalem werde deshalb niemals von Feinden eingenommen werden.

## Ablauf

### Belagerung Jerusalems
Mangels einer babylonischen Chronik ist die Route des babylonischen Heeres und die Eroberung kleinerer judäischer Orte nicht genauer bekannt. Laut 2 Kön 25,1  erschien dieses Heer am 10. Tevet des 9. Regierungsjahrs Zidkijas vor den Mauern von Jerusalem und begann mit der Belagerung. Je nachdem, ob eine Früh- oder Spätdatierung vertreten wird, lässt sich dieses Ereignis unterschiedlich datieren:
- Frühdatierung: Anfang 588 (Christian Frevel, Bernd U. Schipper),[17][18] Januar 588 (John Bright, Klaus Koenen),[19][20] 15. Januar 588 (Abraham Malamat).[21]
- Spätdatierung: Anfang 587 (James Maxwell Miller/John H. Hayes, Oded Lipschits),[22][23] 23. Januar 587 (Hayim Tadmor).[24]

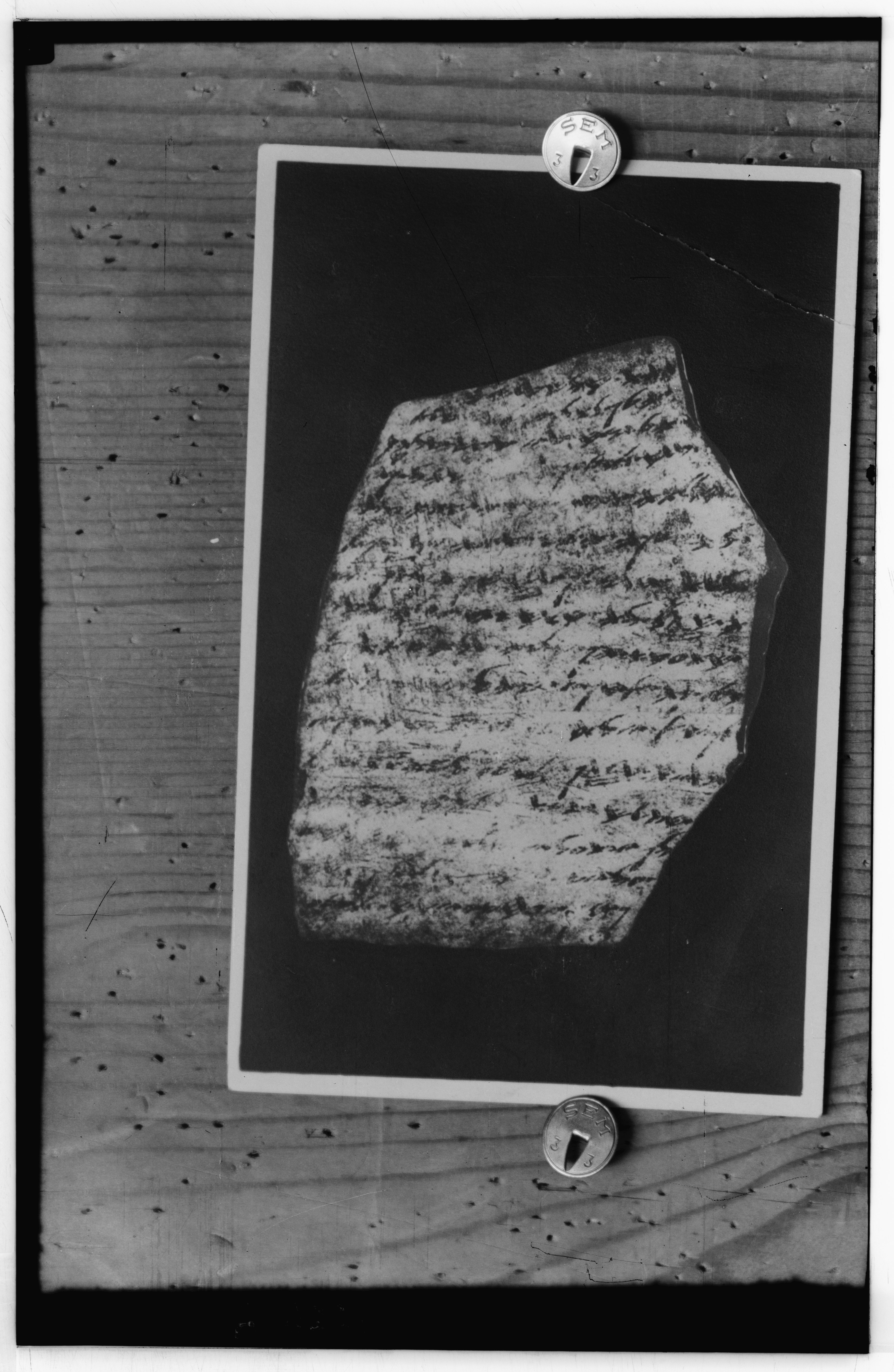
Foto von Lachisch-Ostrakon 3

Die in den 1930er Jahren bei den Ausgrabungen von Tell ed-Duwēr gefundenen Lachisch-Briefe enthalten die Korrespondenz judäischer Offiziere. Aufschlussreich ist Ostrakon 3, aus dem hervorgeht, dass sich der judäische Oberbefehlshaber Konjahu ben Elnatan von Jerusalem nach Ägypten begab. Das heißt nach Herbert Donner entweder, dass der Belagerungsring um Jerusalem nicht geschlossen war oder die Belagerung nachlässig gehandhabt wurde. Manfred Weippert dagegen datiert die Lachisch-Briefe in die Zeit unmittelbar vor dem Beginn der babylonischen Belagerung Jerusalems. Entweder setzte sich Konjahu nach Ägypten ab, weil er die militärische Situation Judas für aussichtslos hielt, oder er überbrachte ein offizielles Hilfegesuch seines Königs, das aber die ägyptische Interessenlage verkannte, so Schipper: „… weder Apries noch sein Vorgänger Psammetich II. hatten ein Interesse an Juda. Sie konzentrierten ihre Aktivitäten auf die Handelsstädte der Küstenebene.“
Ein ägyptischer Entsatzversuch brachte den Jerusalemern nur vorübergehend Entlastung. Die ägyptischen Hilfstruppen zogen wieder ab; Genaueres ist über ihr Ergehen nicht bekannt. Diese ägyptische Intervention ist nur durch Jer 37,5–11  und Anspielungen bei Ezechiel belegt; ägyptische und babylonische Quellen schweigen. Anscheinend nutzte ein Teil der Jerusalemer die zwischenzeitliche Aufhebung der Belagerung dazu, um die Stadt zu verlassen und sich den Babyloniern zu ergeben. Diese Bevölkerungsgruppe wurde mindestens teilweise im Gebiet von Benjamin, im Umland von Mizpa, angesiedelt. Jeremias Versuch, sich dieser Gruppe anzuschließen, misslang – er wurde verhaftet und blieb gegen seinen Willen in Jerusalem.
Nebukadnezar war wohl nur am Beginn der Belagerung persönlich anwesend (vgl. 2 Kön 25,1 , Jer 39,1 , Jer 52,4 ). Die weitere Belagerung und Eroberung überließ er seinen Generälen, deren Namen in Jer 39,3  mitgeteilt werden: Nergal-šarra-uṣur, simmagir; Nabû-šarrūssu-ukīn, rab ša rēšī; Nergal-šarru-uṣur, rab-mûgi.
Am 9. Tammus des 11. Regierungsjahrs Zidkijas fiel Jerusalem (2 Kön 25,3–4). Es war Hochsommer, in der Stadt grassierte eine Hungersnot. Auch für dieses Ereignis gibt es konkurrierende Datierungen:
- Frühdatierung: Sommer 587 (Yohanan Aharoni, Ernst Kutsch),[30][31] Juni 587 (Martin Noth),[32] Juli 587 (John Bright),[33] 29. Juli 587 (Christian Frevel),[34] August 587 (Klaus Koenen).[35]
- Spätdatierung: Mitte Juli 586 (James Maxwell Miller/John H. Hayes),[36] 18. Juli 586 (Ernst Axel Knauf, Hermann Michael Niemann, Abraham Malamat).[37][38]

Lipschits vermutet, dass die Babylonier ein Segment der nördlichen oder westlichen Stadtmauer zum Einsturz brachten und Zidkija daraufhin versuchte, mit einem Teil seines Heeres Richtung Süden aus Jerusalem zu fliehen.

### Gefangennahme und Bestrafung Zidkijas
Zidkija floh in Richtung auf das Ostjordanland, wurde aber in der Gegend von Jericho eingeholt. Seine Gefolgsleute verließen ihn. Eine babylonische Patrouille nahm ihn gefangen und brachte ihn mit seinen Begleitern ins babylonische Hauptquartier nach Ribla. Dort sprach Nebukadnezar über ihn das Urteil. Er ließ Zidkijas Söhne vor dessen Augen hinrichten. Anschließend wurde Zidkija selbst geblendet und in Ketten nach Babylon gebracht, wo er bis zu seinem Tod in Gefangenschaft blieb.
Diese Episode wird in der Hebräischen Bibel dreimal mit kleinen Varianten erzählt. Die älteste Fassung bietet 2 Kön 25,6–7 . Jer 52,9–11  ist ein Postskriptum zum Jeremiabuch, das inhaltlich 2 Kön 25,6–7 nahesteht. Abweichend wird die Hinrichtung nicht nur der Prinzen, sondern auch aller „Edlen von Juda“ berichtet. Die Parallele Jer 39,5–7  fehlt in der Septuaginta und gilt daher als spätere Ergänzung des Jeremiabuchs.
Ebenso wie in assyrischen und neubabylonischen Quellen war es nach Darstellung von 2 Kön 25 Privileg des Oberherrn, das Urteil über den Gefangenen zu sprechen. Die anschließende Bestrafung wurde dem Herrscher selbst zugeordnet, auch wenn sie de facto von seinen Soldaten vollzogen wurde. Eine Ausnahme ist der Akt der Blendung: Sargon II. sticht auf einem assyrischen Relief aus seinem Palast in Dur Šarrukin (Khorsabad) einem vor ihm knienden gefesselten Gefangenen mit einem Speer die Augen aus (Raum VIII). Möglicherweise behielt sich auch Nebukadnezar in dieser Weise die Bestrafung Zidkijas vor.

### Zerstörung Jerusalems und des Tempels
Lipschits zufolge konzentrierte sich die babylonische Strafaktion auf Jerusalem „und fügte den anderen Teilen des Königreichs nur minimalen Schaden zu.“ Seraja, der oberste Priester, wurde ebenso wie Führungspersonen der Jerusalemer Priesterschaft und Verwaltung nach Ribla gebracht und dort hingerichtet; damit bekundete Nebukadnezar seinen Willen, nicht nur die Davids-Dynastie, sondern auch den offiziellen Jerusalemer Tempelkult zu beenden, was kultische Handlungen, zum Beispiel Trauerriten, auf dem zerstörten Tempelgelände nicht unbedingt ausschloss.
Etwa einen Monat wurde für die Plünderung der Stadt angesetzt. Anschließend gab Nebusaradan, der Oberste der Leibwache, den Befehl, Jerusalem völlig zu zerstören. Der Tempel wurde niedergebrannt. Für die Tempelzerstörung muss es einen besonderen Grund gegeben haben; hier wird vermutet, dass die Neubabylonier bei der Befragung von Gefangenen herausgefunden hatten, dass das Vertrauen auf die Präsenz JHWHs in seinem Tempel für die antibabylonische Partei am Jerusalemer Hof die Unverletzlichkeit ihrer Stadt verbürgte. Nebukadnezar musste, so Rainer Albertz, „allein schon aus Sicherheitserwägungen dieses gefährliche religiös-politische Widerstandsnest ausräuchern“ lassen.
Eine relativ kleine Gruppe von Jerusalemern wurde nach Babylonien deportiert und stieß zu der Exiliertengruppe, die sich dort bereits seit der ersten babylonischen Eroberung Jerusalems mitsamt ihres Königs Jojachin befand.

### Archäologischer Befund

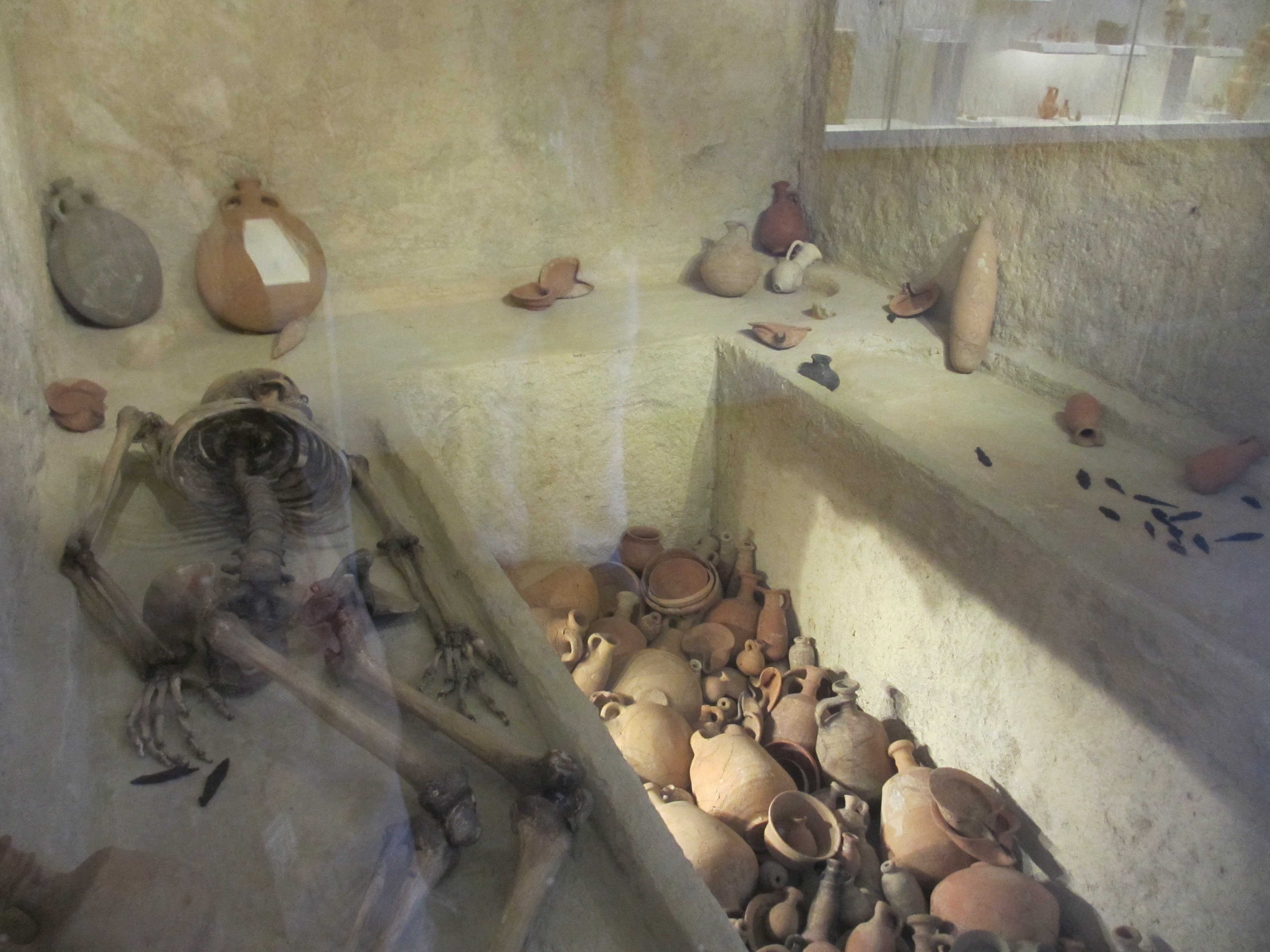
Rekonstruierte Grabkammer von Ketef Hinnom (Israel Museum)

Archäologisch ist die Zeit, in der Juda direkt der neubabylonischen Herrschaft unterstand, schwer zu fassen. Denn diese Periode war kurz, die materielle Kultur war eine Fortsetzung der vorausgehenden Eisenzeit II (alternativ benannt als Eisenzeit III), und nur wenige Ausgrabungen erbrachten Befunde, die sich dieser Periode zuordnen ließen. Das wichtigste Material stammt aus dem Gebiet von Benjamin (nördlich von Jerusalem), dem Judäischen Bergland und der direkten Umgebung Jerusalems. Grabungen wurden durchgeführt in Beitin (Bethel), Tell el-Fūl, el-Jīb, Tell en-Naṣbe, Khirbet er-Ras, Mozah und Deir an-Nabi Samwīl. Bemerkenswert sind die judäischen Grabanlagen: drei im Gebiet von Benjamin und zwei (Ketef Hinnom und Mamilla) im Umland von Jerusalem. Die Bestattungskontinuität bis in die persische Zeit hinein deutet auf bescheidene Siedlungen im Umland der zerstörten Stadt. Mindestens belegen sie, „dass die Lage weiterhin ‚Premium-Grundbesitz‘ für Bestattungen war.“

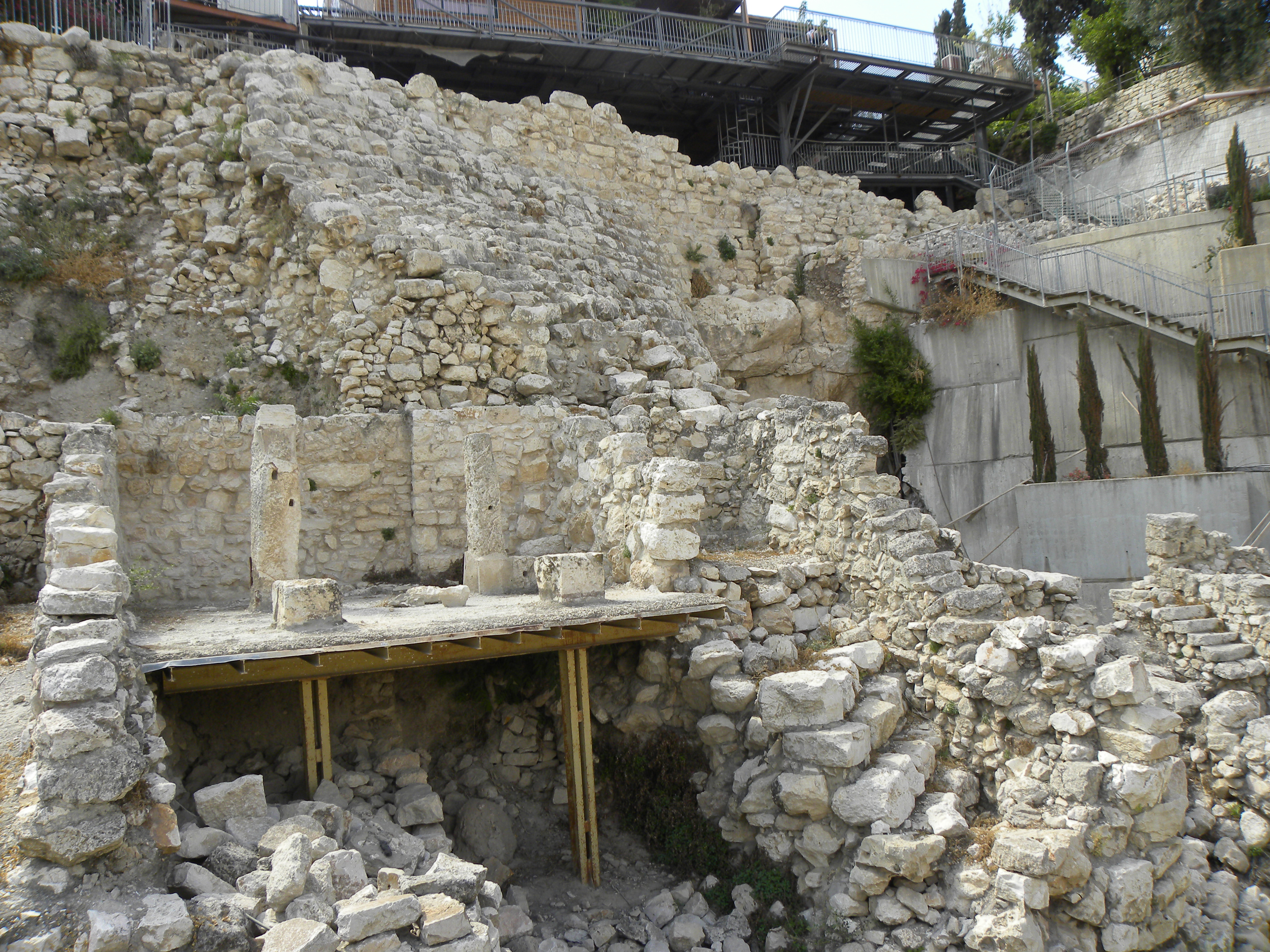
Haus des Ahiel

Im Stadtgebiet von Jerusalem hat die babylonische Eroberung klare archäologische Spuren hinterlassen. Bei den Grabungen im Jüdischen Viertel der Altstadt (1969–1982) unter Leitung von Nahman Avigad wurde eine Brandschicht mit Pfeilspitzen, darunter Bronzepfeilspitzen des skythischen Typs (siehe unten) in der Nähe eines späteisenzeitlichen Turms gefunden. Kathleen Kenyons Grabungen am Osthang der Davidsstadt stellten in den 1960er Jahren zerstörte Häuser und eine zerstörte späteisenzeitliche Mauer fest. Kenyon vermutete, dass nicht ganz Jerusalem zerstört worden sei und in anderen Vierteln das städtische Leben weiterging, vielleicht sogar mit Tempelriten; doch schrieb sie in den 1960er Jahren ohne Kenntnis der späteren Ausgrabungen in Jerusalem. Besonders Yigal Shilohs Grabungen in der Davidsstadt (1978–1985) brachten Belege für die Zerstörung aller Strukturen und einen starken Brand, der die Areale E und G versiegelte. Im Haus des Ahiel, im Quaderhaus, dem Verbrannten Raum und im Haus der Bullae „stürzten die Wände ein und bargen zahlreiche und bedeutende Funde unter sich, darunter große Mengen von Keramik, Dutzende metallene und steinerne Gefäße und Knochengeräte, dazu beachtliches epigraphisches Material.“ Weitere Befunde aus anderen Teilen Jerusalems verstärken das Bild, dass nach der babylonischen Eroberung für die Stadt eine Siedlungslücke bis in die mittlere persische Zeit anzunehmen ist.
Sean Dugaw, Oded Lipschits und Guy D. Stiebel zufolge waren die Bogenschützen-Abteilungen der neubabylonischen Heere mit charakteristischen Pfeilspitzen ausgerüstet, die sie von ihren skythischen und medischen Verbündeten übernommen hatten. Eine Untergruppe dieser „skythischen“ Tüllen-Pfeilspitzen aus Kupferlegierung (socketed copper-alloy ‘Scythian’ arrowheads), nämlich die T1 and T1 barbed leaf-shaped trilobate types, können demnach mit Feldzügen unter Nebukadnezar II. verbunden werden. Solche Pfeilspitzen wurden in Jerusalem, Tel Goren, Tel Kabri und Tel Maḥata gefunden, Orten, die von den Babyloniern eingenommen wurden. Elf in Ramat Rachel gefundene Exemplare bestätigen, dass hier im 6. Jahrhundert eine babylonische Garnison stationiert war.

### Datierungsfrage
Die unterschiedlichen Berechnungen der zweiten Zerstörung Jerusalems in den Sommer 587 oder 586 v. Chr. haben ein gemeinsames Bezugsdatum: die erste babylonische Eroberung Jerusalems. Die babylonische Chronik Wiseman datiert dieses Ereignis auf den 2. Adar des 7. Regierungsjahres Nebukadnezars, was dem 16. März 597 entspricht. Weiter wird vorausgesetzt, dass die Angaben zu den Regierungszeiten der letzten Könige von Juda in der Hebräischen Bibel korrekt überliefert sind:
- Joahas: 3 Monate (2 Kön 23,31 LUT)
- Jojakim: 11 Jahre (2 Kön 23,36 LUT)
- Jojachin: 3 Monate (2 Kön 24,8 LUT)
- Zidkija: 11 Jahre (2 Kön 24,18 LUT)

Die erste Eroberung Jerusalems am 16. März 597 ist gleichbedeutend mit dem Ende der Regierungszeit Jojachins, der abgesetzt und nach Babel deportiert wurde. Wie es bei assyrischen und babylonischen Herrschern üblich war, wurde auch bei der Chronologie der Könige von Juda das Jahr, in dem ein König starb, noch ganz dessen Regierungszeit zugerechnet. Die Zählung der Jahre seines Nachfolgers begann mit dem Neujahrstag (1. Nisan, im März/April) des Folgejahres; die Wochen oder Monate, die er vor diesem Neujahrstag amtiert hatte, wurden als „Anfang seiner Regierung“ bezeichnet, aber nicht seinen Regierungsjahren zugerechnet.
Die Ära Jojachins, der ja für einige seiner Untertanen zeitlebens der einzig legitime König blieb, lässt sich nach Alfred Jepsen folgendermaßen bestimmen:
- Regierungszeit etwa Dezember 598 bis März 597; demnach wurden seine drei Monate auf dem Thron noch zum 11. Jahr seines Vorgängers Jojakim gerechnet.
- Beginn des 1. Jahres der Verbannung Jojachins (= 8. Jahr Nebukadnezars): 1. Nisan 597.
- Beginn des 27. Jahres der Verbannung Jojachins: 1. Nisan 571.
- Beginn des 37. Jahres der Verbannung Jojachins: 1. Nisan 561 (= 1. Jahr Amel-Marduks). Begnadigung Jojachins (vgl. 2 Kön 25,27 LUT, Jer 52,31 LUT).

Entscheidend für die weitere Rechnung ist die Datierung der Thronbesteigung Zidkijas als babylonischer Vasallenkönig noch vor dem 1. Nisan 597; davor ist ein unbestimmt langer „Anfang seiner Regierung“ anzunehmen. Ab dem 1. Nisan 597 laufen die Regierungsjahre Zidkijas mit den Regierungsjahren Nebukadnezars parallel:
- Beginn des 1. Regierungsjahrs Zidkijas (= 8. Jahr Nebukadnezars): 1. Nisan 597. Zidkijas Regierungsjahre schließen somit direkt an diejenigen seines Vor-Vorgängers Jojakim an.
- Beginn des 11. Regierungsjahrs Zidkijas (= 19. Jahr Nebukadnezars): 1. Nisan 587. In dieses Jahr datieren die Eroberung Jerusalems, Gefangennahme und Bestrafung Zidkijas sowie die Zerstörung des Tempels.

Im Jeremiabuch findet sich an drei Stellen eine abweichende Chronologie:
- Beginn des 4. Regierungsjahrs Jojakims (= 1. Jahr Nebukadnezars): 1. Nisan 604 (vgl. Jer 25,1 LUT)
- Beginn des 10. Regierungsjahrs Zidkijas (= 18. Jahr Nebukadnezars): 1. Nisan 587 (vgl. Jer 32,1 LUT)
- Beginn des 11. Regierungsjahrs Zidkijas (= 19. Jahr Nebukadnezars): 1. Nisan 586 (vgl. Jer 52,5–12 LUT)

## Nachgeschichte

### Gedaljas Regierung in Mizpa

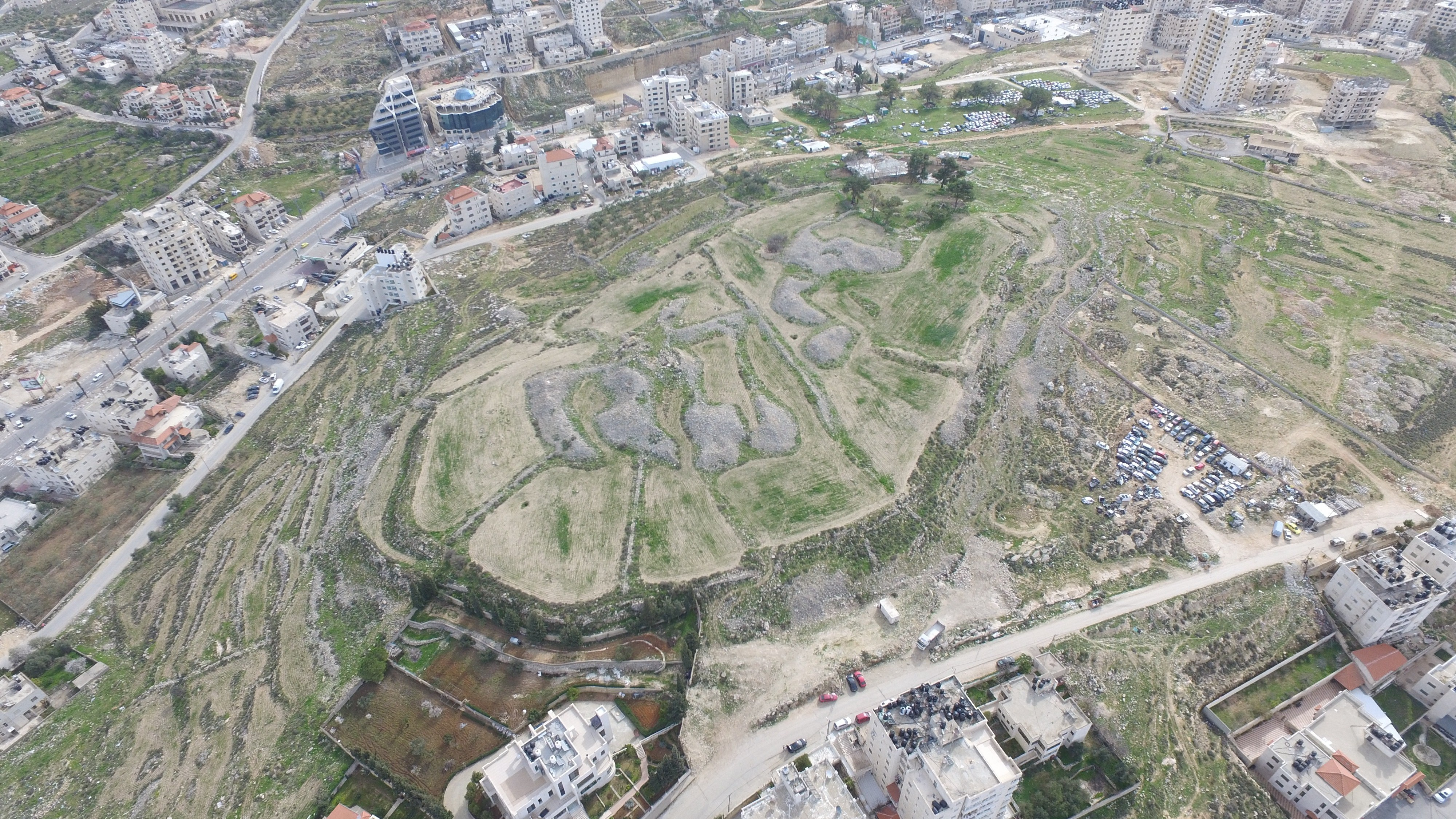
Archäologische Stätte Tell en-Naṣbe bei Ramallah (2018)

Welche Pläne die Neubabylonier mit dem Reich Juda hatten, ist nicht genauer bekannt. Gedalja ben Ahikam, ein Spitzenbeamter am Hof Zidkijas und Mitglied der Schafan-Familie, wurde von ihnen damit beauftragt, wieder geordnete Verhältnisse herzustellen. Die Schafan-Familie wird ebenso wie der Prophet Jeremia oft einer pro-babylonischen Gruppe in der Jerusalemer Oberschicht zugeordnet; nach Lipschits war sie aber nicht durch Sympathien mit den Babyloniern gekennzeichnet, sondern durch ihren Widerstand gegen die „Aktivisten“ am Hof, die im Vertrauen auf Ägypten eine für das kleine Königreich sehr riskante Außenpolitik betrieben. Welches Amt Gedalja bekleidete, ist eine Leerstelle der biblischen Überlieferung. Mehrheitlich wird angenommen, er sei babylonischer Statthalter gewesen. James Maxwell Miller und John H. Hayes vertreten die Minderheitsmeinung, der zufolge Gedalja von den Babyloniern als König von Juda eingesetzt wurde. Das Königtum sollte demnach fortbestehen, aber nicht die davidische Dynastie.
Da das zerstörte Jerusalem als Verwaltungszentrum nicht geeignet war, bezog Gedalja mit einem teils judäischen, teils babylonischen Gefolge sein Quartier in Mizpa (Tell en-Naṣbe). Nach Lipschits war Mizpa bereits der Kern einer Ansiedlung von Judäern, die zur Kooperation mit den Babyloniern bereit waren. Gleich nach seiner Befreiung aus Jerusalemer Haft ließ sich auch Jeremia in Mizpa nieder. Gedalja war aber nach biblischer Darstellung nur rund sieben Wochen im Amt; die einzige Maßnahme, die von ihm berichtet wird, ist, dass er die Überlebenden zum Einbringen der Ernte aufforderte und so eine Rückkehr zur Normalität einleitete.
In Mizpa ermordete eine radikal antibabylonische Gruppe um Ismael ben Netanja, einen Angehörigen der Davids-Dynastie, Gedalja und seine Mitarbeiter. Nach Lipschits kennzeichnete es diese Gruppe, dass sie keinen Nicht-Davididen als Statthalter akzeptierte und dass sie die Belagerung Jerusalems nicht selbst miterlebt, sondern von Ammon im Ostjordanland aus wahrgenommen hatte. Die Attentäter flohen nach Ägypten. Die Einwohnerschaft Mizpas schloss sich ihnen aus Furcht vor der zu erwartenden babylonischen Vergeltung an. Der Prophet Jeremia musste gegen seinen Willen mit nach Ägypten auswandern. Rainer Albertz schlägt vor, die in Jer 54,30  erwähnte Deportation von Judäern als babylonische Strafmaßnahme zu verstehen, veranlasst durch die Ermordung Gedaljas. Dieser hätte demnach nicht nur einige Wochen, sondern vier bis fünf Jahre recht erfolgreich regiert und eine Umverteilung des Landbesitzes der deportierten Oberschichtfamilien betrieben.
Martin Noth vermutete im Anschluss an Albrecht Alt, dass Juda als Subprovinz Samarien zugeschlagen wurde, auch wenn vielleicht für den ermordeten Gedalja ein Nachfolger eingesetzt worden sei: „Als selbständige Provinz wurde das kleine Juda wohl überhaupt nicht konstituiert; es wurde wahrscheinlich der benachbarten Provinz Samaria angegliedert, so daß der Judäer an seiner Spitze nur ein Untergebener des Statthalters von Samaria war, ein Unterstatthalter mit begrenzten Rechten …“ Siegfried Mittmann argumentiert dagegen, dass gerade die Einsetzung Gedaljas als Statthalter zeige, dass Juda als eigene Verwaltungseinheit bzw. Provinz konstituiert wurde.

### Die nicht deportierten Judäer
Dass das Gebiet von Juda nach der Wegführung der Exilierten ein „leeres Land“ gewesen sei, ist ein literarisches Motiv, das in der Hebräischen Bibel mehrfach begegnet. In der älteren Literatur wurde Juda im 6. Jahrhundert v. Chr. deshalb vielfach als Periode mit niedriger Bevölkerungsdichte und daniederliegender Wirtschaft gekennzeichnet. Eine prominente Ausnahme ist Martin Noth: Zwar seien Angehörige der Oberschichten nach Babylon deportiert worden oder nach Ägypten geflohen und hätten dort „an der eigenen Art und an den überkommenen Überlieferungen“ teilweise festgehalten. Trotzdem „blieb der Mittelpunkt der israelitischen Geschichte und des israelitischen Lebens … bei den im alten Lande zurückgelassenen Stämmen. […] Die Wahrscheinlichkeit spricht dafür, daß das deuteronomistische Geschichtswerk in Palästina abgefaßt worden ist.“
Noch über Noth hinausgehend vertrat Hans Magnus Barstad 1996 die These, dass die Exilierung demographisch nicht ins Gewicht gefallen sei und das Leben vor allem auf dem Lande auch nach der babylonischen Eroberung Jerusalems weitgehend wie früher verlaufen sei. Etwas moderater als Barstad betonten Oded Lipschits, Joseph Blenkinsopp und andere in den 2000er Jahren die Kontinuität der babylonischen Provinz mit der Spätphase des Reichs Juda. Nur die urbanen Zentren seien von den Babyloniern zerstört worden; das (archäologisch schwer fassbare) Leben der Landbevölkerung sei davon wenig betroffen gewesen. Avi Faust argumentiert dagegen 2012 mit Verweis auf das Fehlen griechischer Importkeramik, Palästina sei „einfach auf der Landkarte des florierenden Mittelmeerhandels im 6. Jahrhundert ausgewischt“ worden. Die Zäsur sei in diesem Fall der Beginn der neubabylonischen Epoche, nicht erst der Palästina-Feldzug Nebukadnezars. Im phönizischen Fernhandel ging die Führungsrolle von Tyros, das die Babylonier belagert und zerstört hatten, auf das nordafrikanische Karthago über.
Für die Eisenzeit II kennzeichnende Strukturen, das Vierraumhaus und der judäische Grabanlagentyp, wurden zwar zunächst weitergenutzt, kamen aber im 6. Jahrhundert allmählich außer Gebrauch. Faust vermutet hinter diesem Wandel im archäologischen Befund tiefgreifende soziale und kulturelle Veränderungen. Es ist Konsens, dass die Perserzeit einen Tiefpunkt der Siedlungs- und Bevölkerungsdichte Palästinas markiert, von dem sich die Region nur langsam erholte, um in der hellenistischen Zeit (2. Jahrhundert v. Chr.) wieder den Stand der Eisenzeit II zu erreichen. Faust kennzeichnet die Bevölkerung des ehemaligen Reichs Juda sowie der Küstenebene deshalb mit einer Formulierung von Joseph Tainter als eine „kollabierte Gesellschaft“ (post-collapse society). Mit Tainter lasse sich festhalten: wenn die Verwaltung in den urbanen Zentren zusammenbricht, reißt sie die ländlichen Regionen mit sich, denn letztere sind wirtschaftlich nicht eigenständig. Weniger die Exilierung als Hunger und Seuchen, Folgen des babylonischen Feldzugs, verursachten den Bevölkerungsverlust. Durch den Zusammenbruch des Handels war die teilweise auf ein Produkt spezialisierte Landwirtschaft nicht mehr einträglich. Die kärglichen Lebensbedingungen nach der Zerstörung Jerusalems lassen sich laut Faust durch die archäologischen Befunde von Khirbet Abu Tuwein veranschaulichen, wo die überlebende Restbevölkerung eine alte Befestigungsanlage für ihre Zwecke umnutzte. Über ein großes Gebiet verteilt, fanden sich demnach einige tausend Überlebende erst allmählich wieder zu Kleingruppen und Gesellschaften zusammen und entwickelten langsam wieder Bräuche und Traditionen, die nur bedingt die Eisenzeit II fortführten.
Auch wenn Fausts Berechnung, wonach 80 bis 90 Prozent des Umlands von Jerusalem zerstört waren, nicht allgemein akzeptiert ist, entwickelt sich als neuer Konsens, dass der Bevölkerungsrückgang massiv und daraus folgend die Diskontinuität zwischen dem späten Südreich Juda und der persischen Provinz Jehud erheblich war, allerdings mit regionalen Unterschieden. Nördlich von Jerusalem ist bei einigen Orten eine Siedlungskontinuität feststellbar. Im Süden (südliche Schefela, Beerscheba, Negev) hatte die babylonische Eroberung gravierendere Folgen. „Die Bestimmung des Verhältnisses von Kontinuität und Diskontinuität ist von großer Bedeutung, denn je stärker der Bruch mit dem vorhergehenden konstituiert wird, dsto größer wird im 6. Jh. v. Chr. der Einfluss der Gruppen zu deuten sein, die aus dem Exil zurückkehren.“

### Edomiter als Nutzniesser
Vor allem das Buch Obadja vermittelt den Eindruck, dass die als Edomiter bezeichneten Stämme in Südpalästina sich aktiv an der Eroberung Jerusalems beteiligten und die aus der Stadt flüchtenden Menschen ermordeten und ausplünderten. Yohanan Aharoni urteilte deshalb: „Juda sah sich plötzlich isoliert der babylonischen Macht gegenüberstehen … Edom nahm offenbar diese Gelegenheit wahr, sich an Juda zu rächen.“
Weder die relativ ausführliche Darstellung der Einnahme Jerusalems in 2 Kön 25,8–11  noch die babylonischen Quellen erwähnen jedoch edomitische Hilfstruppen im babylonischen Heer. Dass der Süden des Reichs Juda nach dem Fall Jerusalems edomitisch besiedelt wurde, lässt sich archäologisch durch edomitische Keramik in dieser Region und insbesondere die edomitischen Inschriften in Ḥorvat ‘Uza and Ḥorvat Qitmit belegen. Die Edomiter profitierten somit von der Zerstörung des Zentrums und dehnten ihr Siedlungsgebiet an der südlichen Peripherie Judas aus. Lipschits zufolge wanderten Herdenwirtschaft treibende edomitische und arabische Gruppen aus dem Süden in den Negev ein und zogen in einem lange dauernden, teils gewaltsamen und teils friedlichen Prozess nordwärts in Richtung auf die Schefela und das Bergland von Hebron. Gleichwohl blieb ein Teil der früheren judäischen Bevölkerung hier wohnen.

### Umfang der Deportationen
Wie bereits die Diskussion um den „Mythos des leeren Landes“ (siehe oben) zeigt, ist die biblische Darstellung der drei babylonischen Deportationswellen von dem theologischen Konzept geprägt, dass „ganz Jerusalem“ (vgl. 2 Kön 24,14 ) in die als göttliche Strafe gedeutete Verbannung zog. Somit waren die Deportierten das eigentliche Israel, das nach dieser Strafe wieder ins Land zurückkehrte. Der Umfang der Deportationen ist demnach aus theologischen Gründen übertrieben worden. Andererseits kann die historische Zahl der Deportierten aber auch nicht zu sehr nach unten korrigiert werden. Denn die Exilsgemeinde war so groß, dass sie sich in Babylonien an mehreren Orten in geschlossenen Gruppen ansiedelte. Verschiedene Berechnungsmethoden konvergieren zu einer Zahl von etwa 20.000 Deportierten, vor allem die aus Landbesitzern bestehende judäische Oberschicht und Handwerker mit Spezialkenntnissen. Da die Neubabylonier nur daran interessiert waren, die wirtschaftliche Prosperität in ihrem Kerngebiet zu erhöhen, wurde anstelle der Weggefährten keine andere Bevölkerungsgruppe im zerstörten Juda neu angesiedelt.

## Rezeptionsgeschichte

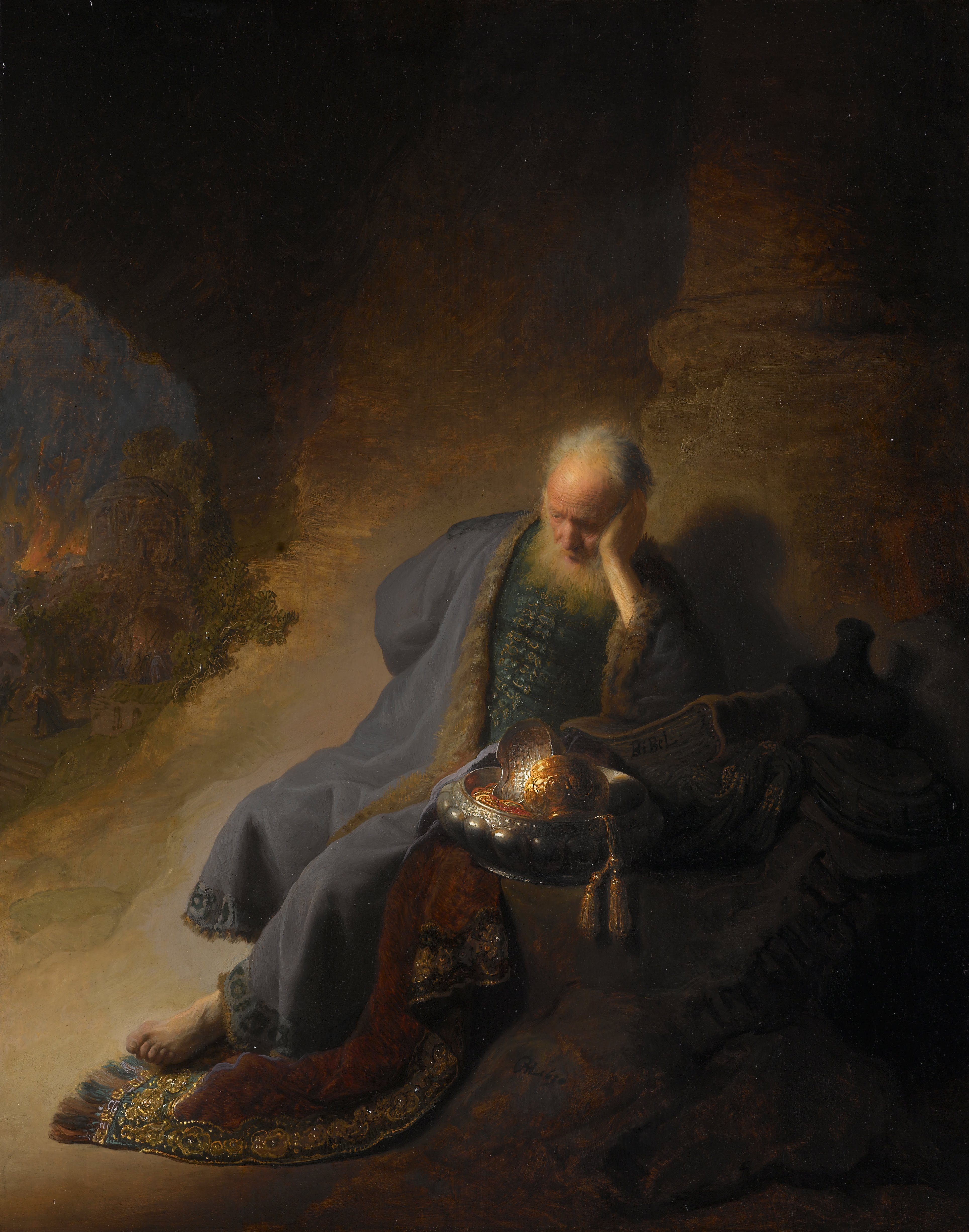
Jeremia beklagt die Zerstörung Jerusalems (Rembrandt van Rijn, 1630)

### Klagelieder (Echa)
Das biblische Buch der Klagelieder ist eine Komposition poetischer Gebetstexte, die auf die Zerstörung Jerusalems und des Tempels reagieren. Eine Verfasserschaft des Propheten Jeremia wird in der Exegese nicht mehr vertreten, doch insbesondere Lied II steht der Katastrophe zeitlich nahe und wurde, so Klaus Koenen, wohl von einem Augenzeugen verfasst. Nimmt man an, dass alle Dichtungen des Buchs von einem Verfasser stammen, weist das auf eine Datierung in die Jahre 585 bis 570. Auch bei Annahme mehrerer Dichter ist die Komposition wohl schon vor 520 v. Chr. abgeschlossen gewesen, da von der Restauration und dem Wiederaufbau des Tempels unter persischer Herrschaft nichts verlautet. Der oder die Dichter stammten aus der Jerusalemer Oberschicht und teilten die Zionstheologie, deren Vertrauen auf die Unverletzlichkeit des Tempels durch dessen Zerstörung radikal in Frage gestellt worden war. Dabei nahmen sie eine Jerusalemer Perspektive ein und waren an den Lebensverhältnissen in der zerstörten Stadt interessiert, nicht an der Situation der Deportierten in Babylon. „Wahrscheinlich sind die Lieder und das Buch bzw. seine Vorformen während der babylonischen Zeit für die Rezitation in Versammlungen geschrieben und dort auch tatsächlich vorgelesen worden, denn sonst hätte Threni [= das Buch der Klagelieder] nicht die Bedeutung erlangen können, die seine Tradierung voraussetzt.“.

### Psalm 74
Das biblische Buch der Psalmen enthält mit Psalm 74 einen poetischen Text, der sich mit der Zerstörung des Jerusalemer Tempels 587 (586) v. Chr. auseinandersetzt. Erich Zenger zufolge stammt der ältere Teil dieses Psalms (Verse 1–18 und 22–23) aus dem 6. Jahrhundert und „könnte bei Klagefeiern auf dem Tempelareal verwendet worden sein.“ In den Versen 19–21 wurde dieser Psalm in der Jerusalemer Tempelgemeinde aktualisiert, die sich dort im 5./4. Jahrhundert um das wiederaufgebaute Heiligtum konstituiert hatte. Die Unterdrückung der Armen wurde von diesen Bearbeitern mit der Tempelzerstörung parallelisiert und den Unterdrückern jene Strafe in Aussicht gestellt, die JHWH aus Sicht der Jerusalemer Tempelgemeinde an den Neubabyloniern mittlerweile vollzogen hatte.

### Fasttage im jüdischen Kalender
Dass zur Erinnerung an die Zerstörung Jerusalems und des Tempels gefastet wurde, erwähnt Sach 8,19 . Im heutigen jüdischen Kalender erinnern vier Fasttage an Ereignisse im Kontext der Eroberung Jerusalems 587 (586) v. Chr.:
- 10. Tevet (Assara beTevet): Das babylonische Heer beginnt die Belagerung Jerusalems;
- 17. Tammus (Schiwa Assar beTammus): Die Babylonier schlagen eine Bresche in die Stadtmauer;
- 9. Av (Tischa beAv): Die Babylonier brennen den Tempel nieder;
- 3. Tischri (Zom Gedalja): Ermordung des Statthalters Gedalja.

Sowohl der 17. Tammus als Tag der Einnahme Jerusalems als auch der 9. Av als Tag der Tempelzerstörung stimmen nicht überein mit den Datumsangaben, die sich im Tanach finden.

### Monographien
- Hans Magnus Barstad: The Myth of the Empty Land: A Study in the History and Archaeology of Judah during the “Exilic” Period (= Symbolae Osloensis Fasc. Suppl.28.). Scandinavian University Press, Oslo 1996.
- Shelley L. Birdsong: The Last King(s) of Judah: Zedekiah and Sedekias in the Hebrew and Old Greek versions of Jeremiah 37(44):1-40(47):6 (= Forschungen zum Alten Testament/2, Band 89). Mohr Siebeck, Tübingen 2017.
- Ernst Axel Knauf, Hermann Michael Niemann: Geschichte Israels und Judas im Altertum. De Gruyter, Berlin/Boston 2021.
- Oded Lipschits: The Fall and Rise of Jerusalem: Judah under Babylonian Rule. Eisenbrauns, Winona Lake 2005.
- David Steven Vanderhooft: The Neo-Babylonian Empire and Babylon in the Latter Prophets (= Harvard Semitic Monographs, Band 59). Scholars Press, Atlanta 1999.

### Artikel
- Sonja Ammann: Der zerbrochene Spiegel: Die babylonische Eroberung Jerusalems als kulturelles Trauma (= Studies in Cultural Contexts of the Bible, Band 9). Brill Schöningh, Paderborn 2024.
- Rainer Albertz: Die Zerstörung des Jerusalemer Tempels 587 v. Chr. Historische Einordnung und religionspolitische Bedeutung. In: Johannes Hahn (Hrsg.): Zerstörungen des Jerusalemer Tempels. Geschehen – Wahrnehmung – Bewältigung (= Wissenschaftliche Untersuchungen zum Neuen Testament, Band 147). Mohr Siebeck, Tübingen 2002, S. 23–39.
- Elias Auerbach: Wann eroberte Nebukadnezar Jerusalem? In: Vetus Testamentum 11/2 (1961), S. 128–136.
- Michael Avioz: When Was the First Temple Destroyed, According to the Bible? In: Biblica, Band 84 (2003), S. 562–565.
- Joseph Blenkinsopp: The Bible, Archaeology and Politics: or The Empty Land Revisited. In: Journal for the Study of the Old Testament, Band 27 (2002), S. 169–187.
- Charles E. Carter: Ideology and Archaeology in the Neo-Babylonian Period: Excavating Text and Tell. In: Oded Lipschits, Joseph Blenkinsopp (Hrsg.): Judah and the Judeans in the Neo-Babylonian Period. Eisenbrauns, Winona Lake 2003, S. 301–322.
- Benedikt Josef Collinet: Die letzten Könige von Juda: Eine narratologische und intertextuelle Lektüre von 2 Kön 23,30–25,30. V&R unipress, Göttingen 2019.
- Ormond Edwards: The Year of Jerusalem’s Destruction. In: Zeitschrift für die Alttestamentliche Wissenschaft, Band 104 (1992), S. 101–106.
- Gershon Galil: The Babylonian Calendar and the Chronology of the Last Kings of Judah. In: Biblica, Band 72/3 (1993), S. 367–378.
- Avi Faust: Judah in the Neo-Babylonian Period: The Archaeology of Desolation (= Archaeology and Biblical Studies, Band 18). SBL Press, Atlanta 2012.
- Erasmus Gaß: Nebukadnezzar ante portas: Zu den babylonischen Interessen in der südlichen Levante. In: Zeitschrift für die Alttestamentliche Wissenschaft, Band 129 (2016), S. 247–266.
- Shuichi Hasegawa: Wer hat die Söhne Zidkijas getötet? Altorientalische Königsideologie und die Schilderung der Hinrichtung von Rebellen (2 Kön 25,6-7; Jer 52,9-11). In: Biblische Notizen, Band 194 (2022), S. 45–62.
- Ernst Kutsch: Das Jahr der Katastrophe: 587 v. Chr. Kritische Erwägungen zu neueren chronologischen Versuchen. In: Biblica 55/4 (1974), S. 520–545.
- Abraham Malamat: The Last Kings of Judah and the Fall of Jerusalem. In: Israel Exploration Journal, Band 18 (1968), S. 137–156.
- Juha Pakkala: Gedaliah’s murder in 2 Kings 25:25 and Jeremiah 41:1-3. In: Anssi Voitila, Jutta Jokiranta (Hrsg.): Scripture in Transition: Essays on Septuagint, Hebrew Bible, and Dead Sea Scrolls in Honour of Raija Sollamo (= Supplements to the Journal for the Study of Judaism, Band 126). Brill, Leiden 2008, S. 401–411.
- John Ritzema: After Zedekiah: Who and What was Gedaliah ben Ahikam? In: Journal for the Study of the Old Testament, Band 42 (2017), S. 73–91.
- Henk de Waard: The Dates of the 587/6 BCE Capture and Destruction of Jerusalem. In: Textus, Band 29 (2020), S. 1–7.